# Mineralne (przystanek kolejowy)
Mineralne (ukr. Мінеральне) – przystanek kolejowy w miejscowości Tysaaszwań, w rejonie użhorodzkim, w obwodzie zakarpackim, na Ukrainie. Położony jest na linii Lwów – Stryj – Czop, w obrębie stacji Czop.